# Luis Miguel Romero Fernández
Luis Miguel Romero Fernández, M. Id. (Palencia, España, 16 de junio de 1954) es un religioso, misionero idente español que actualmente es obispo auxiliar de Rockville Centre, en Estados Unidos de América.

## Biografía
Aunque nació en Palencia, creció en Andalucía. Ingresó en los Misioneros Identes en 1972, se formó en el seminario internacional de los identes en Tenerife. Estudió Ciencias Biológicas en la Universidad de Sevilla, filosofía y literatura en la Universidad Autónoma de Madrid y medicina en la Universidad de Zaragoza. Ha publicado numerosos artículos en esas materias.

### Sacerdocio
Fue ordenado sacerdote en Tenerife el 11 de septiembre de 1981. estuvo destinado en Zaragoza (España, 1981-1987), La Paz (Bolivia, 1987-1996), Santiago de Chile (Chile, 1996-1997), Loja (Ecuador, 1996-2009), Cádiz (España, 2009-2011), Cochín (India, 2011-2013) y Nueva York (Estados Unidos, desde 2014).

### Episcopado
El papa Francisco lo nombró obispo auxiliar de Rockville Centre el 3 de marzo de 2020, recibiendo la consagración episcopal el 29 de junio de ese año.